# Apamea Kibotos
Apamea Kibotos (gr.: Απάμεια Κιβωτός) – starożytne miasto we Frygii u źródeł rzek Meander i Marsjasz; dziś Dinar w Turcji.
Miasto Apamea (Apameia), wcześniej zwane Kibotos (Kibôtos lub Cibotus), zostało założone przez Antiocha I Sotera w pobliżu miasta Celaenae i nazwane na cześć matki władcy – Apamy. W 188 r. p.n.e zawarto tam traktat pokojowy kończący wojnę wojnę Rzymu z Seleukidami.
W imperium rzymskim Apamea była największym po Efezie centrum handlowym w Azji Mniejszej. W okresie późnego antyku była siedzibą biskupa. Na miejskich monetach widnieje wyobrażenie Arki Noego. Po mieście starożytnym zachowało się niewiele zabytków archeologicznych.